# Nhóm ngôn ngữ Lô Lô-Miến

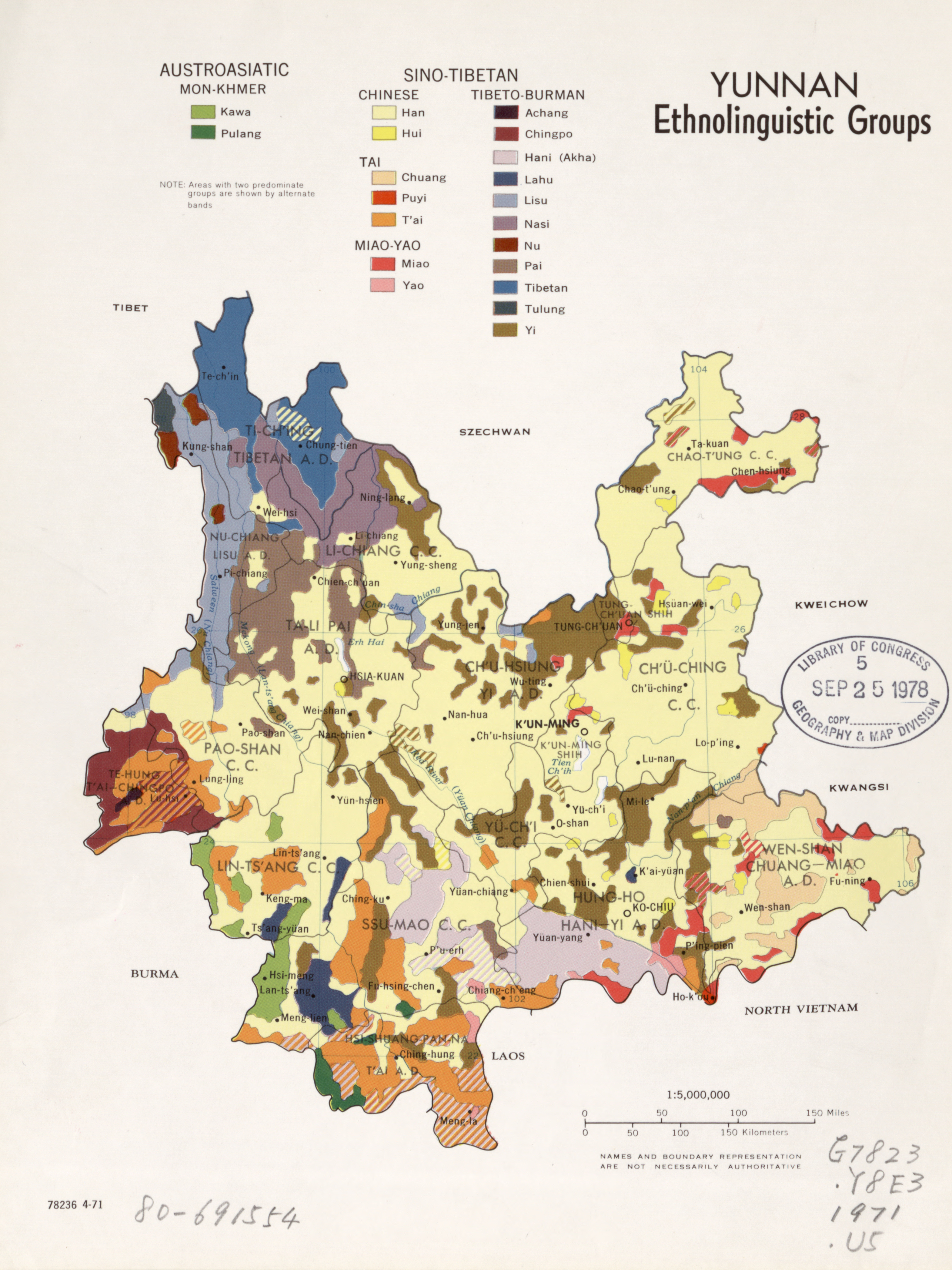
Bản đồ ngôn ngữ-dân tộc ở Vân Nam, Trung Quốc

Bản đồ ngôn ngữ-dân tộc ở Myanmar
tiếng Miến
những ngôn ngữ Tạng-Miến khác

Nhóm ngôn ngữ Lô Lô-Miến (trong tiếng Anh gọi là Lolo-Burmese hay Burmic) là một nhánh của ngữ hệ Hán-Tạng, hiện diện ở Myanmar, miền Nam Trung Quốc cùng vài nước Đông Nam Á khác.
Tiếng Bạch Lang, được ghi lại trong Hậu Hán Thư, là một ngôn ngữ Lô Lô-Miến, có lẽ thuộc phân nhóm Lô Lô.

## Tên gọi
Cho tới khoảng năm 1950, trong tiếng Trung, nội danh Lô Lô được viết là 猓猓 (Luǒluǒ). Ký tự 猓 này vốn dùng để chỉ một loài khỉ, mang ý khinh thị khi dùng cho người, do vậy thường tránh dùng tới. Shafer (1966–1974) đặt ra thuật ngữ "Burmic" để chỉ nhóm Lô Lô-Miến. Ở Trung Quốc, từ sau năm 1950, 緬彝 (Miǎn-Yí, âm Hán Việt: Miến-Di) là thuật ngữ chuẩn để chỉ nhóm ngôn ngữ này.

## Những ngôn ngữ có thể nằm trong nhóm Lô Lô-Miến
Chưa rõ mối quan hệ giữa nhóm Nạp Tây (Moso) và nhóm Lô Lô-Miến. Lama (2012) coi đây là một phân nhóm Lô Lô, còn Guillaume Jacques đề xuất rằng nó nằm trong nhóm Khương.
Tiếng Pyu, từng hiện diện ở nơi ngày nay là Myanmar trước khi người nói tiếng Miến di dân tới, đôi lúc được cho là có quan hệ với nhóm Lô Lô-Miến, song do việc thiếu đi bằng chứng ủng hộ cho bất kỳ giả thuyết phân loại nào, các học giả nói chung vẫn nhìn nhận tiếng Pyu là một ngôn ngữ Hán-Tạng chưa phân loại.
Löffler (1966) và Bradley (1997) cho rằng tiếng Mru hoặc có quan hệ gần gũi hoặc nằm trong nhóm Lô Lô-Miến, còn Matisoff xếp tiếng Mru (và các ngôn ngữ chị em) vào vùng ngôn ngữ Đông Bắc Ấn.

## Mối quan hệ ngoại tại
Guillaume Jacques & Alexis Michaud (2011) đề xuất nhánh "Miến-Khương" bao gồm hai phân nhánh, Nạp-Khương và Lô Lô-Miến. Tương tự, David Bradley (2008) đề xuất một nhánh tên Tạng-Miến Đông gồm hai phân nhánh: Burmic (tức Lô Lô-Miến) và Khương.

## Phân loại nội tại
Bradley (1997) cho công bố phân loại sau. Trong những nghiên cứu sau đó, thay vì dùng thuật ngữ Loloish (Lô Lô), David Bradley sử dụng Ngwi (dựa trên nội danh người nói tiếng Sanie).
- Lô Lô-Miến
  - Mru
  - Lô Lô-Miến "lõi"
    - Ugong–Miến
      - Ugong
      - Miến

    - Lô Lô (Ngwi)

Lama (2012), sau khi xem xét 36 ngôn ngữ, cho rằng nhánh Mondzi (Mondzi–Maang, Mantsi–Mo'ang) là xa biệt hơn cả. Ông không xem xét tiếng Mru hay Ugong.
- Lô Lô-Miến
  - Mondzi
  - Lô Lô-Miến "lõi"
    - Miến (Burmic)
    - Lô Lô (Nisoic)

Lama (2012) nhìn nhận rằng có 9 phân nhóm rõ rệt trong nhóm Lô Lô-Miến, còn Bradley cho rằng chỉ có 5 nhóm (Miến, Ngwi Nam, Ngwi Bắc, Ngwi Đông Nam, Ngwi Trung).
1. Mondzi
2. Miến
3. Hà Nhì
4. La Hủ
5. Nạp Tây
6. Nusu
7. Ca Trác (Kazhuo)
8. Lisu
9. Nisu